# Isla Irabu
La isla Irabu (en japonés: 伊良部島, Irabujima) es una isla de las islas Miyako, localizada en el límite entre el mar de la China Oriental y el mar de las Filipinas, en el (Pacífico). Irabujima tiene una superficie de 39,20 km² y alrededor de 6300 habitantes. La isla depende del distrito de Miyakojima y además pertenece a la prefectura de Okinawa al sur del país asiático de Japón. En la isla se hablan múltiples variantes lingüísticas: Nakachi-Irabu, Kuninaka, Sawada-Nakahama y Sarahama (que es una variante de la lengua ikema hablada por los descendientes de los emigrantes de la isla de Ikema)
La isla está conectada con la isla Miyako por un puente de 3540 metros (11 614,2 pies) el Irabu Ohashi (伊良部大橋?), que se terminó de construir en enero de 2015.
Hay dos escuelas primarias y secundarias. Posee 8,7 kilómetros de largo y 5 km de ancho.